# Headwriter
Ein Headwriter (englisch head writer, auch Hauptautor) leitet das Autorenteam einer Fernseh- oder Radioserie. Der Titel ist bei Soap-Operas, Comedy-Serien und Talkshows mit Monologen üblich, aber mittlerweile auch seit Längerem bei Prime-Time-Serien. Der Showrunner ist im Gegensatz zum Headwriter neben dem kreativen Teil auch geschäftlich/produzentisch verantwortlich, steht normalerweise über Regie und Crew, hat das Recht auf Final Cut und wird in den Credits oft mit dem Titel eines ausführenden Produzenten angegeben.